# Мерло (виноград)
Мерло (фр. Merlot) — червоний сорт винограду, підвид виду Виноград культурний (Vitis vinifera) , один з так званих "великих винних сортів". Разом з Каберне Совіньйон є основою вин Бордо.
Існують також, але зустрічаються значно рідше, білі та рожеві сорти (Merlot blanc, Merlo gris, Merlot Rose).

## Походження
Виноград сорту Мерло походить від Каберне Фран.

## Агротехніка
Мерло любить м’який теплий клімат. Сорт квітне досить рано, тому може потерпати від заморозків. Найкращі ґрунти для мерло – глина.

## Розповсюдження
Мерло є одним з найзначніших сортів культурного винограду і як такий, культивується майже у всіх виноробних регіонах від Каліфорнії до Нової Зеландії.

### Визначні регіони
Найвизначнішим регіоном для Мерло є Бордо, Франція і насамперед правий берег річки Жиронди. Хоча переважна більшість вин Бордо є купажем (сумішшю) Мерло, Каберне Совіньйон, Каберне Фран, Мальбек та Пті Вердо, такі регіони як Помероль та Сент-Емільйон виготовляють вина, в яких Мерло домінує. Одне з найдорожчих вин — Шато Петрюс — майже стовідсоткове Мерло.

### Інші регіони
Інші важливі регіони культивації Мерло — Каліфорнія (раніше Мерло виготовлявся як сортове вино, але останнім часом набув популярності бордоський стиль купажного вина, який в США зветься "меритидж"), Австралія, Італія, Чилі. Мерло культивується в Україні (Крим, Одеська область, та ін.).

## Стилі вина

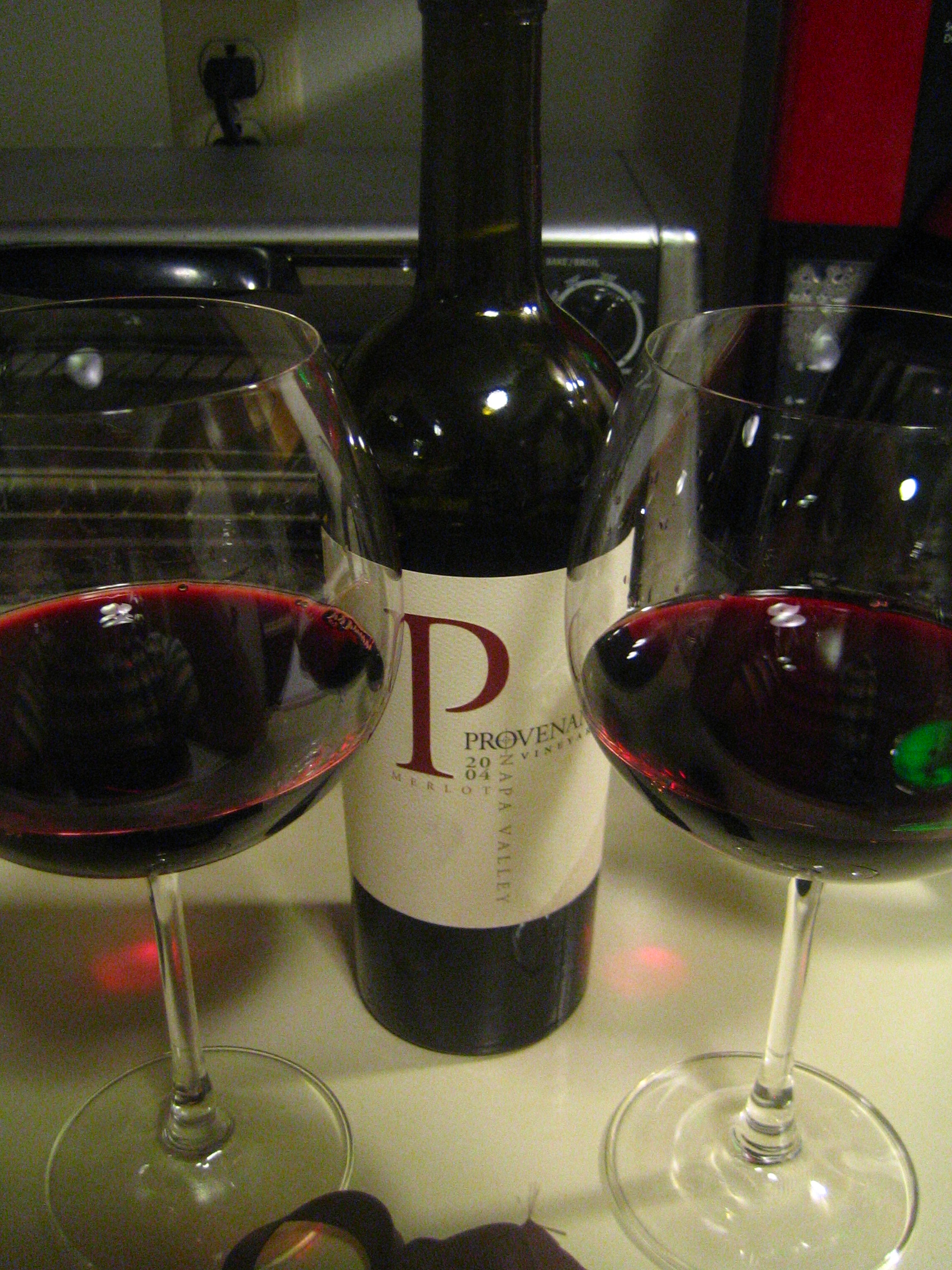
колір Мерло з Каліфорнії

Вина з Мерло зазвичай мають насичений темно-гранатовий колір, високий вміст алкоголю та низьку кислотність. Мерло має м’які таніни та середню інтенсивність смаку й ароматів. Завдяки цим характеристикам Мерло є традиційним партнером Каберне Совіньйон у купажних винах, насамперед таких як Бордо, де Мерло балансує кислотність і доволі жорсткі таніни.
Смакові та ароматичні характеристики:  
- класичні аромати Мерло: черешня, слива, ожина
- у теплих кліматах: кава, ваніль, шоколад
- після витримки: ґрунт

## Кулінарні комбінації
Щодо кулінарії, Мерло знаходиться посеред Каберне Совіньйон та Піно-нуар. У цьому сенсі Мерло дуже універсальний сорт. Традиційніші версії Мерло (з відносно високою кислотністю і танінами) пасують до смаженого м’яса, грибів, червоної риби. Більш м’яке Мерло з теплих кліматів є гарним акомпанементом до страв з молюсків та ракоподібних.

## Мерло на лозі
Ягоди мерло великі, з відносно тонкою шкіркою і менш насиченим кольором, в порівнянні з каберне. Тому вина з нього менш таніну. Також, в порівнянні з каберне, у мерло вищий вміст цукрів і нижчий вміст яблучної кислоти.
Мерло — ранодозріваючий сорт, і буває, він рятує винороба в холодні роки або якщо врожаї інших сортів виявляються під загрозою через дощі.

## Вино з Мерло

### Аромати мерло
У молодому вині мерло переважають аромати ягід (ожини, черешні, малини), фіалки й дикої сливи або сливового варення. Деякі знаходять в ньому ноти какао і кави.
З віком з'являються аромати інжиру, шоколаду, відтінки прянощів (чорного перцю), а ще пізніше — шкіри й трюфеля (гриба).
Слід враховувати різницю в ароматі мерло з регіонів з різним кліматом.
У спекотних країнах букет буде потужнішим, аромати — пряними, сильніше буде відчуватися спирт. У холодному кліматі в ароматі буде більше "зелені" і квітів, а спирту буде менше.
Вино з мерло — оптимальний варіант для початківців відкривати для себе червоне сухе вино. Цей сорт не так вимогливий до витримки, як подібний до нього каберне совіньйон. Мерло швидше досягає зрілості, тому відкривати його можна молодим, і він вже буде м'яким, округлим і «питким», висловлюючись мовою сомельє.
Взагалі, вино з мерло — це скоріше вино з певною «структурою», ніж якимсь особливим смаком. Враження від нього запам'ятовуються переважно органолептикою, а не ароматикою: м'яке, округле, легко-п'ється — ось найхарактерніший опис вин з мерло.
Через великий розмір ягід і невелику відносну масу шкірки й насіння, вино з мерло містить менше танінів (речовин, які в'яжуть рот), тому в молодому віці воно не таке терпке, хоч і має досить насичений колір і аромат. Завдяки цьому, келих з мерло — це приклад балансу букета і доступності для розуміння недосвідченими споживачами, які, проте, вже шукають в червоному вині якусь «історію». З тих же причин, мерло не такий популярний серед «просунутих» знавців.
Однак мерло прекрасний і часом незамінний в купажах. Він використовується для пом'якшення вин з більш танінних сортів, таких як каберне совіньйон (в Медок) і мальбек (в Каору). Він також застосовується у вінтажі холодних років, щоб врівноважити різкість не цілком стиглого винограду і зробити вино придатнішим до вживання в молодому віці.